# Подвійне число Мерсенна
У математиці подвійне число Мерсенна — це число Мерсенна у формі
{\displaystyle M_{M_{p}}=2^{2^{p}-1}-1}
де p є простим.

## Приклади
Перші чотири члени послідовності подвійних чисел Мерсенна є (послідовність A077586 з Онлайн енциклопедії послідовностей цілих чисел, OEIS):
{\displaystyle M_{M_{2}}=M_{3}=7}
{\displaystyle M_{M_{3}}=M_{7}=127}
{\displaystyle M_{M_{5}}=M_{31}=2147483647}
{\displaystyle M_{M_{7}}=M_{127}=170141183460469231731687303715884105727}

## Подвійні прості числа Мерсенна
Подвійне число Мерсенна, яке є простим, називається подвійним простим числом. Оскільки число Мерсенна Mp може бути простим, лише якщо p є простим (див. просте число Мерсенна для доказу), подвійне число Мерсенна Число {\displaystyle M_{M_{p}}} може бути простим, лише якщо Mp саме по собі є простим числом Мерсенна. Для перших значень p, для яких Mp є простим, {\displaystyle M_{M_{p}}}, як відомо, просте для p = 2, 3, 5, 7, тоді як явні дільники {\displaystyle M_{M_{p}}} були знайдені для p = 13, 17, 19 та 31
| {\displaystyle p} | {\displaystyle M_{p}=2^{p}-1} | {\displaystyle M_{M_{p}}=2^{2^{p}-1}-1} | Розклад {\displaystyle M_{M_{p}}}                                                                                               |
| ----------------- | ----------------------------- | --------------------------------------- | --- |
| 2                 | 3                             | просте                                  | 7 |
| 3                 | 7                             | просте                                  | 127 |
| 5                 | 31                            | просте                                  | 2147483647 |
| 7                 | 127                           | просте                                  | 170141183460469231731687303715884105727                                                                                         |
| 11                | не просте                     | не просте                               | 47 × 131009 × 178481 × 724639 × 2529391927 × 70676429054711 × 618970019642690137449562111 × …                                   |
| 13                | 8191                          | не просте                               | 338193759479 × 210206826754181103207028761697008013415622289 × …                                                                |
| 17                | 131071                        | не просте                               | 231733529 × 64296354767 × … |
| 19                | 524287                        | не просте                               | 62914441 × 5746991873407 × 2106734551102073202633922471 × 824271579602877114508714150039 × 65997004087015989956123720407169 × … |
| 23                | не просте                     | не просте                               | 2351 × 4513 × 13264529 × 76899609737 × …                                                                                        |
| 29                | не просте                     | не просте                               | 1399 × 2207 × 135607 × 622577 × 16673027617 × 4126110275598714647074087 × …                                                     |
| 31                | 2147483647                    | не просте                               | 295257526626031 × 87054709261955177 × 242557615644693265201 × 178021379228511215367151 × …                                      |
| 37                | не просте                     | не просте                               | |
| 41                | не просте                     | не просте                               | |
| 43                | не просте                     | не просте                               | |
| 47                | не просте                     | не просте                               | |
| 53                | не просте                     | не просте                               | |
| 59                | не просте                     | не просте                               | |
| 61                | 2305843009213693951           | невідомо                                | |

Таким чином, найменшим кандидатом на наступне подвійне просте число Мерсенна є {\displaystyle M_{M_{61}}}, або 22305843009213693951 − 1. Будучи приблизно 1,695× 10694127911065419641, це число занадто велике для будь-якого відомого на даний момент теста простоти. У нього немає основного дільника нижче 4 × 1033. Є імовірність, що немає інших подвійних простих чисел Мерсенна, крім чотирьох відомих.
Найменшими простими множниками {\displaystyle M_{M_{p}}} (де p є n-им простим) є :7, 127, 2147483647, 170141183460469231731687303715884105727, 47, 338193759479, 231733529, 62914441, 2351, 1399, 295257526626031, 18287, 106937, 863, 4703, 138863, 22590223644617, … (наступний терм > 4 × 1033) (послідовність A309130 з Онлайн енциклопедії послідовностей цілих чисел, OEIS)

## Гіпотеза про число Каталана–Мерсенна
Рекурсивно визначена послідовність
{\displaystyle c_{0}=2}
{\displaystyle c_{n+1}=2^{c_{n}}-1=M_{c_{n}}}
називається послідовністю чисел Каталана-Мерсенна. Першими членами послідовності є (послідовність A007013 з Онлайн енциклопедії послідовностей цілих чисел, OEIS):
{\displaystyle c_{0}=2}
{\displaystyle c_{1}=2^{2}-1=3}
{\displaystyle c_{2}=2^{3}-1=7}
{\displaystyle c_{3}=2^{7}-1=127}
{\displaystyle c_{4}=2^{127}-1=170141183460469231731687303715884105727}
{\displaystyle c_{5}=2^{170141183460469231731687303715884105727}-1\approx 5.454\times 10^{51217599719369681875006054625051616349}\approx 10^{10^{37.7094}}}
Ежен Шарль Каталан відкрив цю послідовність після відкриття простоти {\displaystyle M_{127}=c_{4}} Едуаром Люка у 1876. Каталан припустив, що вони є простими «до певної межі». Хоча перші п'ять членів є простими, жодні відомі методи не можуть довести, що будь-які подальші члени є простими (у будь-який розумний час) просто тому, що вони занадто великі. Однак, якщо {\displaystyle c_{5}} не є простим, є шанс виявити це, обчисливши {\displaystyle c_{5}} за невеликим простим модулем {\displaystyle p} (з використанням рекурсивного піднесення до степеня по модулю). Якщо отриманий залишок дорівнює нулю, {\displaystyle p} представляє дільник {\displaystyle c_{5}} і, це таким чином, спростує його простоту. Оскільки {\displaystyle c_{5}} є числом Мерсенна, такий простий множник {\displaystyle p} мав би мати вигляд {\displaystyle 2kc_{4}+1}. Крім того, оскільки {\displaystyle 2^{n}-1} є складеним, коли {\displaystyle n} є складеним, виявлення складеного члена в послідовності виключає можливість будь-яких інших простих чисел в послідовності.

## У масовій культурі
У фільмі Futurama Звір з мільярдом спин, подвійне число Мерсенна {\displaystyle M_{M_{7}}} коротко видно у «елементарному доказі гіпотези Гольдбаха ». У фільмі це число відоме як «марсіанське просте».